# Onychomiris
Onychomiris is een geslacht van wantsen uit de familie van de Miridae (blindwantsen). Het geslacht werd voor het eerst wetenschappelijk beschreven door J. Ribes & E. Ribes in 1998.

## Soorten
Het genus bevat de volgende soort:

- Onychomiris victoriae J. Ribes & E. Ribes, 1998